# Wolfram Iwer
Wolfram Iwer (* 29. August 1928 in Potsdam; † 3. Januar 2020 ebenda) war ein deutscher Organist, Kirchenmusiker und Musikpädagoge.

## Biografie
Wolfram Iwer, Sohn eines Pfarrers, sang in der Zeit bis 1945 im Chor der Potsdamer Nikolaikirche. In den letzten Kriegswochen wurde er zum Reichsarbeitsdienst einberufen. Von 1946 bis 1951 studierte er Kirchenmusik an dem Institut für Kirchenmusik in Berlin-Charlottenburg. In dieser Zeit war er Kantor der Potsdamer Heiligegeistgemeinde, die nach den Zerstörungen des Zweiten Weltkrieges Unterkunft in der Französischen Kirche gefunden hatte.
1953 wurde er Lehrer am Kirchlichen Oberseminar in Potsdam-Hermannswerder und Kantor der Inselkirche. Im gleichen Jahr heiratete er die Oratoriensängerin Adele Stolte. Neben der Aktivität als Kirchenmusiker traten beide auch bei Konzerten auf und spielten Rundfunk- und Schallplattenaufnahmen ein. 
Nach der Wiedereinweihung der im Zweiten Weltkrieg zerstören Nikolaikirche 1981 übernahm er hier trotz der fehlenden Orgel die Stelle des Kantors. Bekannt wurde das alljährliche Advents- und Weihnachtssingen mit Kirchenchören. Daneben leitete er von 1981 bis 1984 den Evangelischen Bläserchor Potsdam.